# Turbinati
I turbinati, altrimenti detti cornetti o conche nasali, sono strutture ossee rivestite da mucosa presenti nelle fosse nasali. I turbinati, generalmente, sono tre per ognuna delle due fosse nasali: superiore, medio e inferiore. Alcuni soggetti possono possedere un quarto turbinato denominato supremo.

## Costituzione
La loro struttura è costituita:

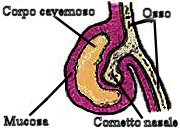
Sezione di un turbinato nasale

- esternamente, da una mucosa ricoperta di ciglia e ricca di ghiandole che secernono muco, con uno spessore della mucosa variabile dai 2 mm (spessore medio delle pareti delle fosse nasali) fino a 5 mm, specialmente per i turbinati inferiori.

La funzione del muco è una delle tre funzioni fondamentali del naso: umidificare l'aria inspirata.
La funzione delle ciglia è di allontanare la polvere invischiata nel muco nasale, svolgendo la seconda funzione fondamentale: purificare l'aria inspirata.
- internamente, da un tessuto spugnoso (corpo cavernoso o erettile), ipervascolarizzato, che è più cospicuo alla testa e alla coda piuttosto che nel corpo dei turbinati. La funzione della vascolarizzazione è quella di cedere calore al passaggio dell'aria, svolgendo l'ultima funzione fondamentale del naso: riscaldare l'aria inspirata.
- Ciascun turbinato è sostenuto da una struttura ossea laminare chiamata cornetto nasale: il cornetto nasale inferiore è un osso a sé stante, mentre quelli medio, superiore ed eventualmente supremo, sono propaggini etmoidali.

## Descrizione
La loro funzione nell'ambito della normale fisiologia nasale consiste nel condizionamento (umidificazione, riscaldamento e depurazione) dell'aria respirata al fine di migliorare gli scambi gassosi. I turbinati che condizionano maggiormente il flusso di aria sono gli inferiori e i medi, a causa delle loro lunghezze e volumi. Infatti, la lunghezza dei turbinati inferiori, dalla testa alla coda, può misurare 4-5 cm negli adulti, con base anteriore corrispondente alla testa del turbinato, situata a pochi millimetri della narice, e apice posteriore o coda del turbinato, situata ad 1 cm dallo sbocco della Tromba di Eustachio. I turbinati medi, posti su quello inferiore, possono misurare fino a 3 cm di lunghezza mentre quelli superiori 1-2 cm.
La stimolazione della mucosa nasale, dovuta sia ad agenti fisici (temperatura e umidità dell'aria) sia ad agenti chimici, produce, a livello nasale, la variazione del flusso sanguigno, specie del tessuto erettile dei turbinati. Tale variazione causa l'ingrossamento dei turbinati con conseguente variazione dello spazio libero nelle fosse nasali e l'aumento della secrezione ghiandolare.
Parallelamente, il riflesso della stimolazione della mucosa nasale provoca una riduzione della profondità respiratoria: in questo modo, l'aria permane a contatto della mucosa nasale più a lungo, modificando la sua temperatura, l'umidità e la purezza. Particolare importanza nelle reazioni vasomotorie ha il tessuto cavernoso. Poiché questo tessuto è presente soprattutto a livello dei turbinati inferiori, tali strutture risultano fondamentali per un'adeguata respirazione. Sulla base di questi concetti di anatomia e fisiologia, gli interventi chirurgici demolitivi ed invasivi sui turbinati inferiori sono ad oggi in via di abbandono.
La temperatura ed il grado di umidità dell'aria inspirata sono variabili emblematiche nella caratterizzazione del riflesso vasomotorio dei turbinati inferiori: l'aria fredda determina congestione degli spazi cavernosi, così come l'aria calda e secca. Al contrario l'aria calda ed umida provoca decongestione dei turbinati inferiori..

## Ipertrofia dei turbinati

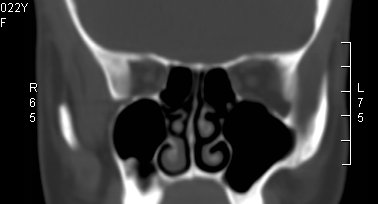
Ipertrofia della mucosa del turbinato inferiore lato destro

Alcuni fattori possono portare all'ipertrofia dei turbinati, che impedisce la normale respirazione nasale. Allergie nasali, infezioni, l'utilizzo di spray nasali vasocostrittori, portano al rigonfiamento cronico della mucosa che riveste i turbinati, che appunto si ipertrofizza ("si gonfia").

### Clinica
Il paziente, in questo caso, riferisce senso di ostruzione nasale mono o bilaterale, iposmia (ossia riduzione dell'olfatto), alitosi, secrezioni di muco dal naso verso la faringe, tipico dolore alla radice del naso, rinorrea, cefalea e possibile russamento notturno.

### Diagnosi
La diagnosi si basa sull'anamnesi (i sintomi riferiti dal paziente), sulla visita otorinolaringoiatrica completata dall'esame endoscopico con strumenti a fibre ottiche, sul test di decongestione che si esegue utilizzando le gocce nasali per le riniti e che valuta l'effettivo grado di ostruzione nasale e sulla rinomanometria che valuta il flusso aereo attraverso le fosse nasali.

### Trattamento
La terapia medica può risolvere solo le forme più lievi ed è costituita da spray nasali a base di cortisonici e da antistaminici che si assumono per via orale. Quando l'ipertrofia dei turbinati non risponde più alle cure mediche l'unica soluzione è quella di ricorrere alla chirurgia.
Il razionale degli atti chirurgici è la riduzione di volume dei turbinati, che vengono, in tal modo, ricondotti alla dimensione normale,
«Le tecniche di chirurgica "tradizionale" si basano su interventi in anestesia generale con ricovero ospedaliero:
1. La turbinectomia parziale
2. La decongestione sottomucosa

Oggi esistono nuove tecniche chirurgiche mini invasive eseguibili in anestesia locale che si eseguono ambulatorialmente e che riducono di molto i disagi per il paziente come ad esempio la decongestione sottomucosa dei turbinati laser assistita.
Si tratta di un intervento eseguito tramite il laser a diodi; il raggio laser "vaporizza" lo spessore dei turbinati ipertrofici lasciando integra la superficie della mucosa.
La procedura laser "è indolore e della durata di circa 20 minuti, senza convalescenza e di rapida guarigione (a 3 giorni dal trattamento il volume dei turbinati è mediamente ritornato alla normalità ed il paziente può già respirare con il naso libero)"
Altre tecniche mininvasive sono la radiofrequenza nella quale si usano particolari onde elettromagnetiche e la risonanza quantica molecolare basata sui "quanti di energia".
Le tecniche chirurgiche mininvasive, che sono molto conservative, hanno anche ridotto il rischio di un'eccessiva asportazione di tessuto connettivo all'interno dei turbinati, che può provocare una condizione iatrogena permanente conosciuta come Sindrome del naso vuoto.
Anche se le moderne tecniche chirurgiche provocano danni limitati, il periodo post-operatorio va comunque gestito con attenzione, per consentire pieno e rapido recupero della funzionalità della mucosa nasale. Oggi per questo scopo viene utilizzato l'acido ialuronico in nebulizzazioni nasali, commercializzato come sodio ialuronato 9 mg APM - Alto Peso Molecolare, da somministrare con appositi device.
L'uso topico di questa sostanza naturale stimola il meccanismo che serve a rimuovere le secrezioni e gli agenti esterni che si depositano nel naso (clearance mucociliare), accelerando allo stesso tempo la cicatrizzazione e la “rivitalizzazione” della mucosa, abbreviando i tempi di recupero del paziente e minimizzando il suo disagio post-operatorio.